# Шазо
Шазо́ (фр. и окс. Chazeaux) — коммуна во Франции, находится в регионе Рона — Альпы. Департамент коммуны — Ардеш. Входит в состав кантона Ларжантьер. Округ коммуны — Ларжантьер.
Код INSEE коммуны — 07062.

## Население
Население коммуны на 2008 год составляло 108 человек.
| 1962 | 1968 | 1975 | 1982 | 1990 | 1999 | 2008 |
| ---- | ---- | ---- | ---- | ---- | ---- | ---- |
| 160  | 166  | 114  | 124  | 86   | 103  | 108  |

## Экономика
В 2007 году среди 53 человек в трудоспособном возрасте (15—64 лет) 34 были экономически активными, 19 — неактивными (показатель активности — 64,2 %, в 1999 году было 57,7 %). Из 34 активных работали 31 человек (19 мужчин и 12 женщин), безработных было 3 (1 мужчина и 2 женщины). Среди 19 неактивных 4 человека были учениками или студентами, 6 — пенсионерами, 9 были неактивными по другим причинам.

## Достопримечательности
- Церковь Св. Андрея
- Руины замка Фаж